# Dlusskyidris zherichini
Dlusskyidris zherichini (лат.) — ископаемый вид муравьёв (Formicidae), единственный в составе рода Dlusskyidris. Ранее род рассматривался в составе подсемейства Sphecomyrminae, однако позже был исключен из подсемейства и на данный момент рассматривается как incertae sedis внутри семейства Formicidae. Обнаружен в меловых отложениях России (Красноярский край, таймырский янтарь с полуострова Таймыр, Янтардах, Хетская формация, сантонский ярус, около 85 млн лет).

## Описание
Мелкие муравьи, длина тела 4—5 мм. В янтаре обнаружены только самцы. Крылья обладают полным (примитивным для муравьёв) жилкованием с закрытыми ячейками 1r+2r, 3r, 2rm, 1 mcu. У самца часть голенных шпор гребенчатые (на средних и задних ногах). Нижнегубные щупики 3-члениковые.
Вид был впервые описан в 1975 году российским мирмекологом Геннадием Михайловичем Длусским (МГУ, Москва, Россия) под первоначальным названием Palaeomyrmex zherichini. Видовое название дано в честь российского палеоэнтомолога В. В. Жерихина.
Таксон Dlusskyidris zherichini типовой вид для рода Dlusskyidris, который ранее выделялся вместе с родами Sphecomyrma, Armania, Baikuris, Cretomyrma, Orapia, Pseudarmania, Sphecomyrma в трибу Sphecomyrmini. В 1995 году британский мирмеколог Барри Болтон в связи с таксономическими проблемами (старое имя преоккупировано сходным названием) переименовал род Palaeomyrmex в Dlusskyidris, назвав его в честь профессора Геннадия Михайловича Длусского, крупного палеонтолога и мирмеколога. В 2017 году род был исключен из подсемейства Sphecomyrminae, его таксономическое положение остается неясным.